# Laufrad (Strömungsmaschine)

Ein vierstufiger Turboverdichter mit Laufrädern (rotierend) und Leiträdern (stehend)

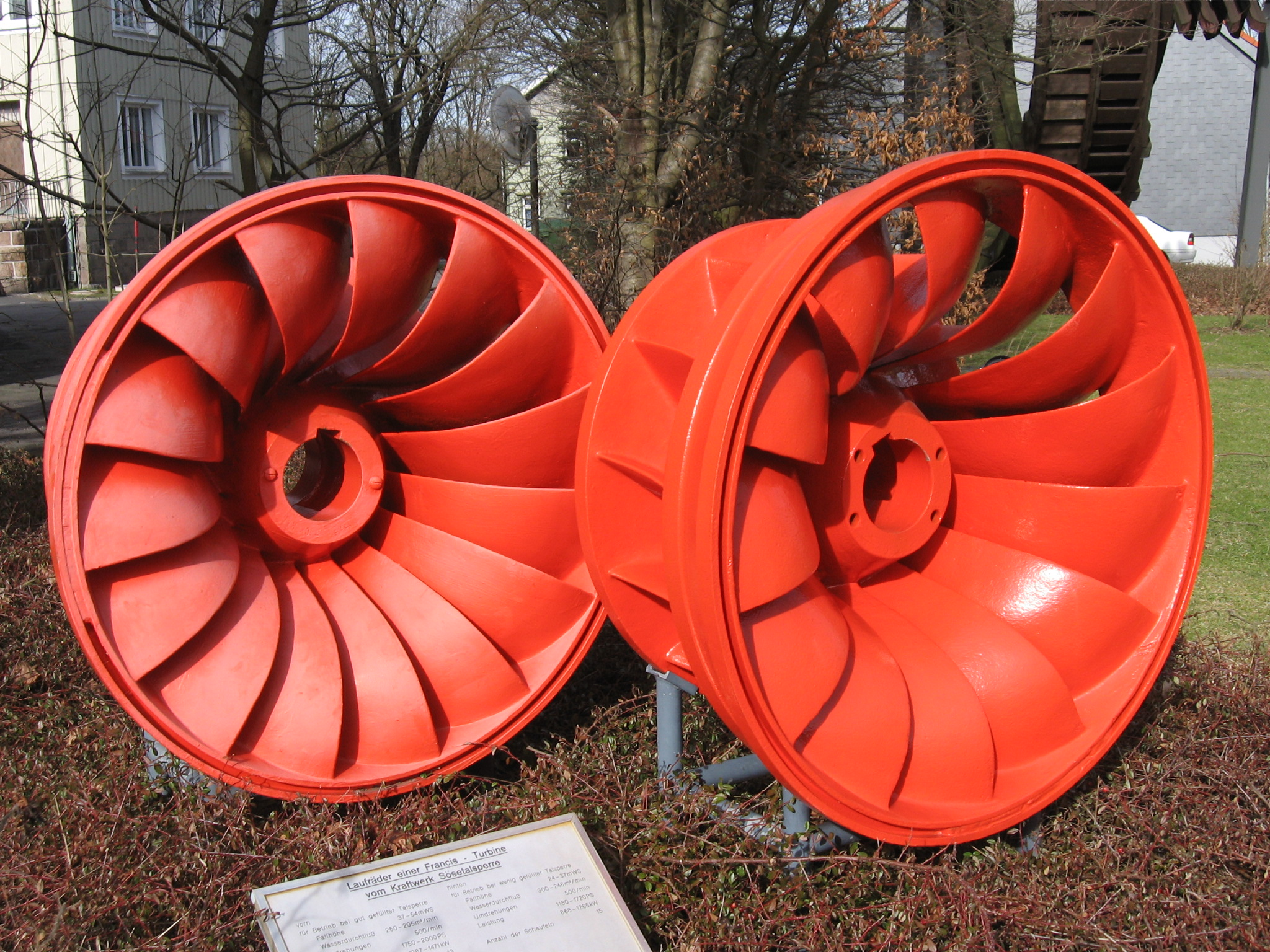
Laufräder einer Francis-Turbine vom Kraftwerk Sösetalsperre

Ein Laufrad ist ein bewegtes (rotierendes) Teil einer Strömungsmaschine (z. B. Turbine, Kreiselpumpe, Turboverdichter), das dem strömenden Fluid entweder Arbeit entzieht oder zuführt. Das Gegenstück zum bewegten Laufrad ist das unbewegte Leitrad oder Leitwerk, welches die Anströmung zum Laufrad leitet. Ein Leitrad und ein Laufrad bilden zusammen eine "Stufe". Bei einer mehrstufigen Maschine sind mehrere Leit- und Laufräder abwechselnd hintereinandergeschaltet (siehe Bild).
Die Summe aller Laufräder mit der verbindenden Welle wird Läufer oder Rotor genannt. Einfache, freistehende Laufräder, insbesondere bei Wasserturbinen, Antrieben von Schiffen oder Flugzeugen, werden manchmal auch Schraube oder Propeller genannt.

## Aufbau
Ein Laufrad besteht aus einem Kranz von Schaufeln (Flügeln, Rotorblättern …), die über eine geeignete Befestigung auf der Welle gehalten werden.
Hierbei muss der Kraftschluss sowohl zur Übertragung des Drehmomentes auf die Welle gegeben sein, als auch zum Ausgleich der Fliehkraft, die bei großen und schnelldrehenden Maschinen beträchtlich sein kann. (Bei den Endschaufeln großer Dampfturbinen kann diese Fliehkraft für eine einzige Schaufel mehrere hundert Tonnen betragen.) Hier können stoffschlüssige Verbindungen (Guss aus einem Stück oder Schweißen) oder formschlüssige Verbindungen (Schwalbenschwanz, Tannenbaum …) gewählt werden, wobei die letzteren den Vorteil haben, dass sie lösbar sind.
Soweit nötig, können die Schaufeln außen zur Stabilisierung gegen Schwingungen und zur axialen Abdichtung durch ein "Deckband" miteinander verbunden sein.

## Geschichte
Größere Veränderungen bei der Entwicklung der Laufräder von Turbinen ersannen der Amerikaner Samuel B. Howd, der 1838 das Laufrad ins Innere des Leitwerks verlegte, sowie der Engländer James Thomson, der verstellbare Leitschaufeln und gekrümmte Laufradschaufeln einführte.